# La Vierge et l'Enfant Jésus avec saint Jean-Baptiste
Le tableau La Vierge et l'Enfant Jésus avec saint Jean-Baptiste est une œuvre du peintre français Eustache Le Sueur.

## Histoire du tableau
Ce tableau a peut-être été exécuté pour un certain Monsieur Bézard, trésorier des guerres, qui comptait parmi les riches clients du peintre. On trouve une trace certaine de propriétaires ultérieurs  en  1791, dans une liste de tableaux vendus au duc de Bourbon-Penthièvre par Monseigneur de Thémine, évêque de Blois. Après avoir séjourné brièvement dans le château de Châteauneuf-sur-Loire, propriété du duc de Penthièvre, le tableau est saisi en 1794 et entre dans les collections nationales. En 1960, le tableau est déposé au château de Rambouillet avant de rejoindre le Musée du Louvre en 2010.

## Problème de l'attribution
Ce tableau était jusqu'à récemment attribué à Vouet, maître de Le Sueur. L'attribution à Eustache Le Sueur a été proposée par Jean-Pierre Cuzin en 1979 puis par Alain Mérot en 1987.

## Description de la scène
Le motif de Jésus avec Jean-Baptiste enfant, issu du thème de la Sainte Famille, a donné lieu à de nombreux tableaux où les deux enfants sont représentés seuls ou au sein de la Sainte Famille. Ici, Jean-Baptiste, dans une expression recueillie, se penche et soulève délicatement la jambe et le pied gauche de Jésus. L'Enfant, qui esquisse un geste de bénédiction, est étendu dans les bras de sa mère, la Vierge a les yeux baissés vers son fils qui regarde saint Jean..